# Liste de films sur les fantômes
Ceci est une liste non exhaustive de films mettant en scène des fantômes.
| Titre VF                                   | Titre VO                             | Réalisateur                  | Année | Origine                                |
| ------------------------------------------ | ------------------------------------ | ---------------------------- | ----- | -------------------------------------- |
| 13 Ghosts                                  | 13 Ghosts                            | William Castle               | 1960  | États-Unis                             |
| L'esprit s'amuse                           | Blithe Spirit                        | David Lean                   | 1945  | États-Unis                             |
| 13 fantômes                                | Thir13en Ghosts                      | Beck, Steve                  | 2001  | États-Unis                             |
| 2001 Maniacs                               | 2001 Maniacs                         | Sullivan, Tim                | 2005  | États-Unis                             |
| Abîmes                                     | Below                                | Twohy, David                 | 2002  | États-Unis                             |
| Always                                     | Always                               | Steven Spielberg             | 1989  | États-Unis                             |
| American Haunting                          | An American Haunting                 | Solomon, Courtney            | 2005  | États-Unis Royaume-Uni Canada Roumanie |
| Amityville, la maison du diable            | The Amityville Horror                | Rosenberg, Stuart            | 1979  | États-Unis                             |
| Amityville 2, le possédé                   | Amityville II: The Possession        | Damiani, Damiano             | 1982  | États-Unis                             |
| Amityville 3D - Le démon                   | Amityville 3-D                       | Fleischer, Richard           | 1983  | États-Unis                             |
| Apparences                                 | What Lies Beneath                    | Zemeckis, Robert             | 2000  | États-Unis                             |
| Les Autres                                 | The Others                           | Amenábar, Alejandro          | 2001  | Espagne États-Unis France              |
| L'Aventure de madame Muir                  | The Ghost and Mrs. Muir              | Mankiewicz, Joseph L.        | 1947  | États-Unis                             |
| Beetlejuice                                | Beetlejuice                          | Burton, Tim                  | 1988  | États-Unis                             |
| Belphégor                                  | Belphégor                            | Desfontaines, Henri          | 1927  | France                                 |
| Belphégor, le fantôme du Louvre            | Belphégor, le fantôme du Louvre      | Salomé, Jean-Paul            | 2000  | France                                 |
| La Bête aux cinq doigts                    | The Beast with Five Fingers          | Florey, Robert               | 1946  | États-Unis                             |
| The Bridge Curse (en)                      | The Bridge Curse                     | Lester Hsi                   | 2020  | Taïwan                                 |
| Candyman                                   | Candyman                             | Rose, Bernard                | 1992  | États-Unis                             |
| Candyman 2                                 | Candyman: Farewell to the Flesh      | Condon, Bill                 | 1995  | États-Unis                             |
| Candyman 3 : Le Jour des morts             | Candyman: Day of the Dead            | Meyer, Turi                  | 1999  | États-Unis                             |
| Le Carnaval des âmes                       | Carnival of Souls                    | Harvey, Herk                 | 1962  | États-Unis                             |
| Casper                                     | Casper                               | Silberling, Brad             | 1995  | États-Unis                             |
| Casper et Wendy                            | Casper Meets Wendy                   | McNamara, Sean               | 1998  | États-Unis                             |
| Cauchemar américain                        | An American Haunting                 | Salomon, Courtney            | 2005  | États-Unis Canada Royaume-Uni          |
| Le Cercle                                  | The Ring                             | Verbinski, Gore              | 2002  | États-Unis Japon                       |
| Le Cercle 2                                | The Ring Two                         | Nakata, Hideo                | 2005  | États-Unis                             |
| La Charrette fantôme                       | La Charrette fantôme                 | Duvivier, Julien             | 1939  | France                                 |
| Le Château hanté                           | Le Château hanté                     | Georges Méliès               | 1897  | France                                 |
| Chermin                                    | Miroir                               | Zarina, Abdullah             | 2007  | Malaisie                               |
| La Chute de la maison Usher                | La Chute de la maison Usher          | Epstein, Jean                | 1928  | France                                 |
| La Chute de la maison Usher                | House of Usher                       | Corman, Roger                | 1960  | États-Unis                             |
| Le Ciel peut attendre                      | Heaven Can Wait                      | Beatty, Warren Henry, Buck   | 1978  | États-Unis                             |
| Les Contes de la lune vague après la pluie | Ugetsu monogatari                    | Mizoguchi, Kenji             | 1953  | Japon                                  |
| Le Corps et le Fouet                       | Frusta e il corpo                    | Bava, Mario                  | 1960  | Italie                                 |
| Le Couple invisible                        | Topper                               | McLeod, Norman Z.            | 1937  | États-Unis                             |
| The Crow                                   | The Crow                             | Proyas, Alex                 | 1994  | États-Unis                             |
| The Crow, la cité des anges                | The Crow: City of Angels             | Pope, Tim                    | 1996  | États-Unis                             |
| Danse macabre                              | Danza macabra                        | Margheriti, Antonio          | 1964  | Italie                                 |
| Dark Water                                 | Honogurai mizu no soko kara          | Nakata, Hideo                | 2002  | Japon                                  |
| Dark Water                                 | Dark Water                           | Salles, Walter               | 2005  | États-Unis                             |
| Dead Silence                               | Dead Silence                         | Wan, James                   | 2006  | États-Unis                             |
| Deux mille maniaques                       | Two Thousand Maniacs !               | Lewis, Herschell Gordon      | 1964  | États-Unis                             |
| Deux nigauds dans le manoir hanté          | The Time of Their Lives              | Barton, Charles              | 1946  | États-Unis                             |
| Deux Sœurs                                 | Janghwa, Hongryeon                   | Kim, Jee-woon                | 2003  | Corée du Sud                           |
| Dona Flor et ses deux maris                | Dona Flor e Seus Dois Maridos        | Barreto, Bruno               | 1976  | Brésil                                 |
| Drôles de fantômes                         | Heart and Souls                      | Underwood, Ron               | 1993  | États-Unis                             |
| L'Échine du Diable                         | El espinazo del diablo               | Del Toro, Guillermo          | 2001  | Espagne                                |
| L'Empire de la terreur                     | Tales of Terror                      | Corman, Roger                | 1962  | États-Unis                             |
| Enter the Void                             | Enter the Void                       | Noé, Gaspar                  | 2009  | France                                 |
| Evil Eye                                   | Naina                                | Morakhia, Shripal            | 2005  | Inde                                   |
| The Eye                                    | Jian gui                             | Pang, Danny Pang, Oxide      | 2002  | Hong Kong                              |
| The Eye                                    | The Eye                              | Palud, Xavier Moreau, David  | 2008  | États-Unis                             |
| The Eye 2                                  | Jian gui 2                           | Pang, Danny Pang, Oxide      | 2004  | Hong Kong                              |
| The Eye 3, l'au-delà                       | Gin gwai 10                          | Pang, Danny Pang, Oxide      | 2005  | Hong Kong                              |
| Fais-moi peur                              | Scared Stiff                         | Marshall, George             | 1953  | États-Unis                             |
| La Falaise mystérieuse                     | The Uninvited                        | Allen, Lewis                 | 1944  | États-Unis                             |
| Fantôme à vendre                           | The Ghost Goes West                  | Clair, René                  | 1935  | Royaume-Uni                            |
| Fantôme avec chauffeur                     | Fantôme avec chauffeur               | Oury, Gérard                 | 1996  | France                                 |
| Le Fantôme de Barbe-Noire                  | Blackbeard's Ghost                   | Stevenson, Robert            | 1968  | États-Unis                             |
| Le Fantôme de Berkeley Square              | Ghosts of Berkeley Square            | Sewell, Vernon               | 1947  | Royaume-Uni                            |
| Le Fantôme de Canterville                  | The Canterville Ghost                | Dassin, Jules                | 1944  | États-Unis                             |
| Le Fantôme de l'Opéra                      | The Phantom of the Opera             | Schumacher, Joel             | 2004  | États-Unis                             |
| Le Fantôme de Milburn                      | Ghost story                          | Irvin, John                  | 1981  | États-Unis                             |
| Le Fantôme de mon ex-fiancée               | Over Her Dead Body                   | Lowell, Jeff                 | 2008  | États-Unis                             |
| Le Fantôme de Yotsuya                      | Yotsuya Kaidan                       | Kinoshita, Keisuke           | 1949  | Japon                                  |
| Le Fantôme du vol 401                      | The Ghost of flight 401              | Stern, Steven Hilliard       | 1978  | États-Unis                             |
| Le Fantôme vivant                          | The Ghoul                            | Hunter, Hayes                | 1933  | Royaume-Uni                            |
| Fantômes à l'italienne                     | Questi fantasmi                      | Castellani, Renato           | 1968  | Italie France                          |
| Fantômes contre fantômes                   | Frighteners, The                     | Jackson, Peter               | 1996  | États-Unis                             |
| Fantômes en fête                           | Scrooged                             | Donner, Richard              | 1988  | États-Unis                             |
| Fantômes et Cie                            | The Great Ghost Rescue               | Samuell, Yann                | 2011  | Royaume-Uni                            |
| Fantômes en vadrouille                     | Hold That Ghost                      | Lubin, Arthur                | 1941  | États-Unis                             |
| Fantômes japonais                          | Yotsuya Kaidan                       | Toyoda, Shirô                | 1965  | Japon                                  |
| Fog                                        | The Fog                              | Carpenter, John              | 1980  | États-Unis                             |
| Fog                                        | The Fog                              | Wainwright, Rupert           | 2005  | États-Unis                             |
| Le Gardien des Esprits                     | Silent Tongue                        | Sam Shepard                  | 1994  | États-Unis                             |
| Ghost                                      | Ghost                                | Zucker, Jerry                | 1990  | États-Unis                             |
| Ghost Poker                                | Dead Man's Hand                      | Band, Charles                | 2007  | États-Unis                             |
| Gothika                                    | Gothika                              | Kassovitz, Mathieu           | 2003  | États-Unis                             |
| The Grudge                                 | The Grudge                           | Shimizu, Takashi             | 2004  | États-Unis Japon                       |
| The Grudge 2                               | The Grudge 2, The                    | Shimizu, Takashi             | 2006  | États-Unis                             |
| The Grudge 3                               | The Grudge 3                         | Wilkins, Toby                | 2009  | États-Unis                             |
| Hanté par ses ex                           | Ghosts of Girlfriends Past           | Waters, Mark                 | 2009  | États-Unis                             |
| Hantise                                    | The Haunting                         | De Bont, Jean                | 1999  | États-Unis                             |
| High Spirits                               | High Spirits                         | Jordan, Neil                 | 1988  | États-Unis                             |
| Histoire de fantômes chinois               | Sien nui yau wan                     | Siu-tung, Ching              | 1987  | Hong Kong                              |
| Histoire de fantômes chinois 2             | Sien nui yau wan II yan gaan do      | Siu-tung, Ching              | 1990  | Hong Kong                              |
| Histoire de fantômes chinois 3             | Sien lui yau wan III: Do do do       | Siu-tung, Ching              | 1990  | Hong Kong                              |
| L'Homme des Hautes Plaines                 | High Plains Drifter                  | Eastwood, Clint              | 1973  | États-Unis                             |
| Hui Buh – Le Fantôme du château            | Hui Buh                              | Niemann, Sebastian           | 2006  | Allemagne                              |
| Hypnose                                    | Styr of Echoes                       | Koepp, David                 | 1999  | États-Unis                             |
| Les Innocents                              | The Innocents                        | Clayton, Jack                | 1961  | États-Unis                             |
| Les Intrus                                 | The Uninvited                        | Guard, Charles Guard, Thomas | 2009  | Canada États-Unis                      |
| Ju-on                                      | Ju-on                                | Shimizu, Takashi             | 2000  | Japon                                  |
| Ju-on 2                                    | Ju-on 2                              | Shimizu, Takashi             | 2000  | Japon                                  |
| Ju-on : The Grudge                         | Ju-on: The Grudge                    | Shimizu, Takashi             | 2002  | Japon                                  |
| Ju-on : The Grudge 2                       | Ju-on: The Grudge 2                  | Shimizu, Takashi             | 2003  | Japon                                  |
| Ju-on : The Grudge 3                       | Ju-on : The Grudge 3                 | Shimizu, Takashi             | 2008  | Japon                                  |
| Kaïdan                                     | Kaidan                               | Nakata, Hideo                | 2007  | Japon                                  |
| Kaïro                                      | Kairo                                | Kurosawa, Kiyoshi            | 2001  | Japon                                  |
| La Maison des damnés                       | The Legend of Hell House             | Houg, John                   | 1973  | États-Unis                             |
| La Maison du diable                        | The Haunting                         | Wise, Robert                 | 1963  | États-Unis                             |
| La Malédiction d'Arkham                    | The Haunted Palace                   | Corman, Roger                | 1963  | États-Unis                             |
| Le Manoir hanté et les 999 Fantômes        | The Haunted Mansion                  | Minkoff, Rob                 | 2003  | États-Unis                             |
| Le Manuscrit trouvé à Saragosse            | Rekopis znaleziony w Saragossie      | Has, Wojciech                | 1965  | Pologne                                |
| Le Masque du démon                         | La Maschera del demonio              | Bava, Mario                  | 1960  | Italie                                 |
| Memento Mori                               | Yeogo goedam II                      | Kim, Tae-yong Min, Kyu-dong  | 1999  | Corée du Sud                           |
| Le Mystère de la maison Norman             | The Cat and the Canary               | Nugent, Elliott              | 1939  | États-Unis                             |
| Le Mystère du château maudit               | The Ghost Breakers                   | Marshall, George             | 1940  | États-Unis                             |
| La Mystérieuse Mademoiselle C.             | La Mystérieuse Mademoiselle C.       | Ciupka, Richard              | 2002  | Canada                                 |
| Loft                                       | Rofuto                               | Kurosawa, Kiyoshi            | 2005  | Japon                                  |
| L'Orphelinat                               | El Orfanato                          | Bayona, Juan Antonio         | 2007  | Espagne                                |
| Paranormal Activity                        | Paranormal Activity                  | Peli, Orel                   | 2009  | États-Unis                             |
| Pee Mak                                    | พี่มาก..พระโขนง                        | Banjong Pisanthanakun        | 2013  | Thaïlande                              |
| Poltergeist                                | Poltergeist                          | Hooper, Tobe                 | 1982  | États-Unis                             |
| Poltergeist 2                              | Poltergeist II: The Other Side       | Gibson, Brian                | 1986  | États-Unis                             |
| Poltergeist 3                              | Poltergeist III                      | Sherman, Gary                | 1988  | États-Unis                             |
| Réincarnation                              | Rinne                                | Shimizu, Takashi             | 2005  | Japon                                  |
| Le Retour de Topper                        | Topper Returns                       | Del Ruth, Roy                | 1941  | États-Unis                             |
| Ring                                       | Ringu                                | Nakata, Hideo                | 1998  | Japon                                  |
| Ring 2                                     | Ringu 2                              | Nakata, Hideo                | 1999  | Japon                                  |
| Ring Virus                                 | Ring Virus                           | Dong-bin, Kim                | 1999  | Corée du Sud                           |
| Saint Ange                                 | Saint Ange                           | Laugier, Pascal              | 2004  | France                                 |
| Sarah Landon and the Paranormal Hour (en)  | Sarah Landon and the Paranormal Hour | Comrie, Lisa                 | 2007  | États-Unis                             |
| Scary Movie 4                              | Scary Movie 4                        | Zucker, David                | 2006  | États-Unis                             |
| Shinsei toire no Hanako-san                |                                      | Tsutsumi, Yukihiko           | 1998  | Japon                                  |
| Sixième Sens                               | The Sixth Sense                      | Shyamalan, M. Night          | 1999  | États-Unis                             |
| La Sorcière sanglante                      | Lunghi capelli della morte           | Margheriti, Antonio          | 1964  | Italie                                 |
| SOS Fantômes                               | Ghost Busters                        | Reitman, Ivan                | 1984  | États-Unis                             |
| SOS Fantômes 2                             | Ghostbusters II                      | Reitman, Ivan                | 1989  | États-Unis                             |
| Spirits                                    | Shutter                              | Ochiai, Masayuki             | 2008  | États-Unis                             |
| Sylvie et le Fantôme                       | Sylvie et le Fantôme                 | Autant-Lara, Claude          | 1946  | France                                 |
| Evil Game                                  | They Wait                            | Barbarash, Ernie             | 2007  | Canada                                 |
| Tokaido Yotsuya Kaidan                     | Tokaido Yotsuya Kaidan               | Nakagawa, Nobuo              | 1959  | Japon                                  |
| La Tombe de Ligeia                         | The Tomb of Ligeia                   | Corman, Roger                | 1964  | États-Unis                             |
| Le Tour d'écrou                            | The Turn of the Screw                | Lemorande, Rusty             | 1994  | Royaume-Uni                            |
| Le Traquenard                              | (おとし穴, Otoshiana)                | Hiroshi Teshigahara          | 1962  | Japon                                  |
| Truly Madly Deeply                         | Truly Madly Deeply                   | Minghella, Anthony           | 1990  | Royaume-Uni                            |
| Unborn                                     | Unborn, The                          | Goyer, David S.              | 2009  | États-Unis                             |
| Le Vaisseau de l'angoisse                  | Ghost ship                           | Beck, Steve                  | 2003  | États-Unis                             |
| La Ville fantôme                           | Ghost Town                           | Koepp, David                 | 2008  | États-Unis                             |
| La Voix des morts                          | White Noise                          | Sax, Geoffrey                | 2005  | Canada                                 |
| Le Voyage de Chihiro                       | 千と千尋の神隠し                     | Hayao Miyazaki               | 2001  | Japon                                  |
| Wind Chill                                 | Wind Chill                           | Jacobs, Gregory              | 2007  | États-Unis                             |
| Yotsuya Kaidan                             | Yotsuya Kaidan                       | Yamagami, Norio              | 1925  | Japon                                  |
| Yotsuya Kaidan - Oiwa no borei             | Yotsuya Kaidan - Oiwa no borei       | Mori, Kazuo                  | 1969  | Japon                                  |

### Séries télévisées
| Titre VF                                    | Titre VO                       | Réalisateur              | Année     | Origine           |
| ------------------------------------------- | ------------------------------ | ------------------------ | --------- | ----------------- |
| Topper                                      | Topper                         | Richard L. Bare          | 1953-1955 | États-Unis        |
| Madame et son fantôme                       | The Ghost & Mrs. Muir          | Jean Holloway            | 1968-1970 | États-Unis        |
| Mon ami le fantôme                          | Randall and Hopkirk (Deceased) | Dennis Spooner           | 1969-1971 | Royaume-Uni       |
| L'Hôpital et ses fantômes                   | Riget                          | Lars von Trier           | 1994-1997 | Danemark          |
| Poltergeist : Les Aventuriers du surnaturel | Poltergeist: The Legacy        | Richard Barton Lewis     | 1996-1998 | États-Unis Canada |
| Hex : La Malédiction                        | Hex                            | Brian Grant              | 2004-2005 | Royaume-Uni       |
| Médium                                      | Medium                         | Glenn Gordon Caron       | 2004-2011 | États-Unis Canada |
| Ghost Whisperer                             | Ghost Whisperer                | John Gray                | 2005-2010 | États-Unis        |
| Being Human : La Confrérie de l'étrange     | Being Human                    | Toby Whithouse           | 2008-2013 | Royaume-Uni       |
| American Horror Story                       | American Horror Story          | Ryan Murphy Brad Falchuk | 2011      | États-Unis        |
| The Fades                                   | The Fades                      | Jack Thorne              | 2011      | Royaume-Uni       |
| Bag of Bones                                | Bag of Bones                   | Mick Garris              | 2011      | États-Unis        |
| Being Human                                 | Being Human                    | Toby Whithouse           | 2011-2014 | États-Unis        |